# Barre, Tarn
Barre är en kommun i departementet Tarn i regionen Occitanien i södra Frankrike. Kommunen ligger i kantonen Murat-sur-Vèbre som tillhör arrondissementet Castres. År 2022 hade Barre 206 invånare.

## Befolkningsutveckling
Antalet invånare i kommunen Barre
| Referens: INSEE |